# ソウル特別市地下鉄公社3000系電車

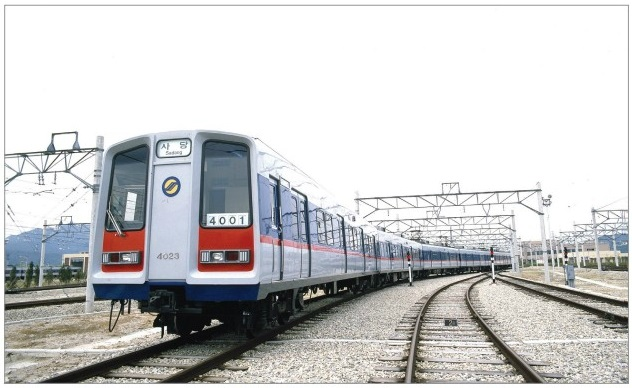
4号線運用時代の4000系

3000系電車（3000けいでんしゃ）は、1984年に営業運転を開始したソウル交通公社（旧・ソウル特別市地下鉄公社→ソウルメトロ）首都圏電鉄3号線の通勤形電車。相互乗り入れ先の韓国鉄道公社一山線でも使用される。過去には、4号線でも運行されていた。

## 仕様
車体は普通鋼製で、下部広幅型を初めて取り入れた。正面の貫通扉は前倒し式。イギリスGEC社チョッパ制御を使用している。チョッパ制御装置は1C4M方式（1台の制御器で4個のモーターを制御する）であるが、電動車2両ユニットのうちの片方に制御器2基を搭載し、それぞれ位相を180度を変えて運転することで誘導障害を減らしている。主電動機はGEC製のG319AZ（端子電圧375V、電流480A、1時間定格出力162kW、定格回転数1,900rpm、連続定格出力150kW）が採用された。補助電源装置は初期車は容量110kVAの電動発電機(MG)であったが、のちに静止形インバータ(SIV)も採用された。冷房装置は交流駆動で、新気導入が可能なものが1両につき2台、屋上に搭載されており、当初はイギリスのストーン社の製品であった。編成構成はすべてMT比6M4Tの10両編成である。

## 沿革
1次投入分
1984年の開業から1989年までに製造された車両。3号線開業時に6両編成25本。4号線開業時は6両編成27本が投入され、1989年には4号線に7編成が増備された。
2次投入分
1990年から1992年まで追加製造された車両。1990年、4号線に10両編成6本と6両1編成が投入され、1992年には3号線6両編成7本と10両編成6本が投入されたほか、4号線の6両編成35本に中間車4両が増結され、すべて10両編成となった。
4号線車両の1次転属
1994年に4号線が鉄道庁（現・韓国鉄道公社）果川線・安山線との相互乗り入れ開始の為に4000系を投入。これに伴い1992年に4号線の12本を3号線へ転属。3号線と4号線の信号設備や当時は塗装も同じだった為に特別な改造を受けずに転属した。
3号線10両化
3号線は1993年当時、6両編成26本と10両編成18本が在籍していた。輸送力増強のため6両を10両化すべく、中間付随車20両と中間電動車4両を投入すると同時に制御車の一部を中間車に改造した。これにより10両編成36本体制となった。
4号線車両の2次転属
1993年・3号線良才駅～水西駅間延伸開業に伴い、4号線の12本が3号線に転属した。これにより、全編成が3号線に集結した。

## 編成
1. 3000型 先頭車Tc1
2. 3100型 電動車M1
3. 3200型 電動車M2◇◇（パンタグラフ2基）
4. 3300型 電動車M1
5. 3400型 電動車M2◇◇（パンタグラフ2基）
6. 3500型 付随車T1
7. 3600型 付随車T2
8. 3700型 電動車M1
9. 3800型 電動車M2◇◇（パンタグラフ2基）
10. 3900型 先頭車Tc2

## 中間車の先頭化改造
当形式は韓国の法定耐用年数に達した1次車が2009年から2010年にかけて廃車となった。廃車対象編成に組み込まれた経年の浅い付随車の一部を先頭車に改造し、経年の浅い車両のみで構成した編成が登場している。前面は同社の1000系、4000系に準じた形状となり、これらの編成は316~320、341~344編成が該当しており、当初は2018年頃を目途に新造車に代替される予定であったが、2014年3月に鉄道車両の法定耐用年数が撤廃されたため使用期間が延長され、後継車となる新3000系2次車が登場する2022年まで使用された。

## 引退
先頭化改造をした車両だが、老朽化や腐食の影響で、始発や既存車の故障時の代走のみと限られた運用となり、2022年度から引退・廃車が始まり、8月23日をもってGEC型の最終編成となった345編成が営業運転引退。引退した車両は水西車両事業所に留置されていたが、廃車の際は紙杻車両事業所に回送され、2023年1月9日に334編成が廃車回送されたことに伴い、旧3000系が完全消滅となった。

## 不燃化改造

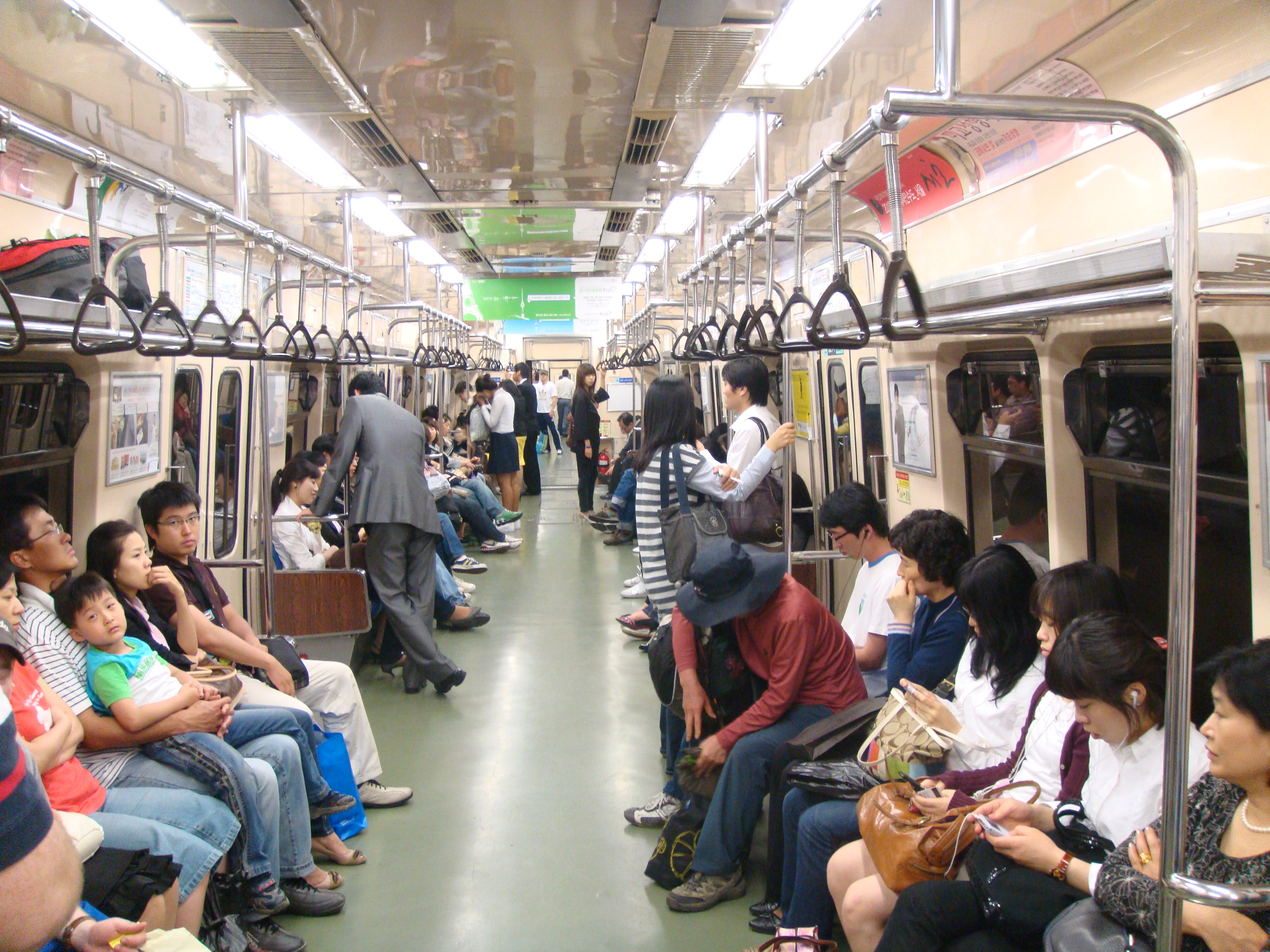
不燃化改造前の車内（この車両は廃車済み）

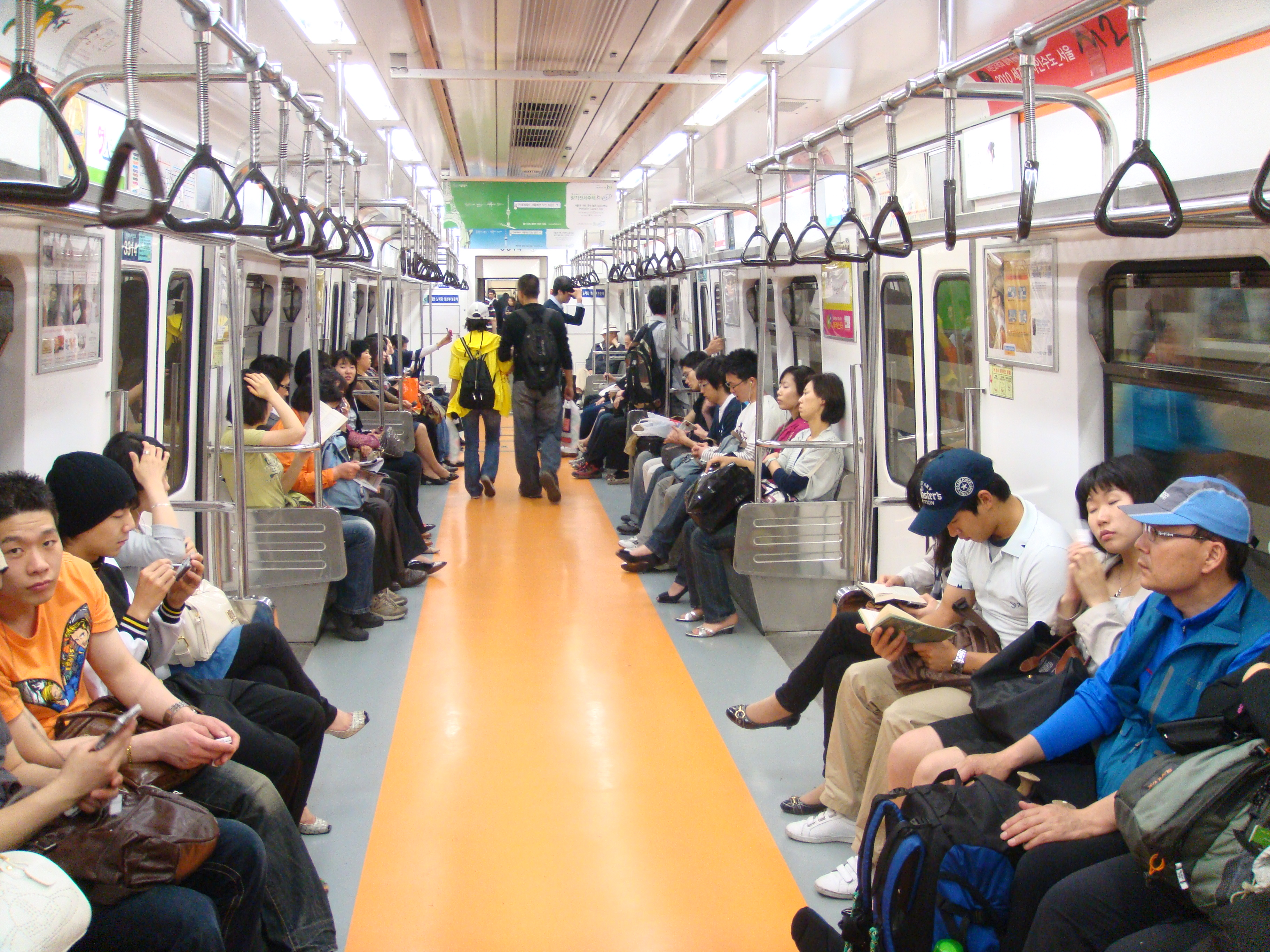
不燃化改造後の車内

2003年の大邱地下鉄放火事件を契機に強化された鉄道車両の難燃基準に沿って、2005年まで耐久年数が十分な1986年以降投入分に関して内装材改造を完了した。この事業には興一企業・ロウィンが担当した。座席はステンレスに変更され、火災警報器と客室非常用インターホンを設置した。また内装材改造を受けなかった車両は、座席を難燃材モケットに変更されたのみで順次廃車となった。